# Statue de Nelson Mandela (Pretoria)
La statue de Nelson Mandela à Pretoria est une sculpture située à Pretoria, la capitale d'Afrique du Sud, dans les jardins en contrebas des Union Buildings, le siège du gouvernement sud-africain. Elle rend hommage à Nelson Mandela (1918-2013), symbole de l'opposition à l'apartheid et premier président noir d'Afrique du Sud (1994-1999).
Œuvre des sculpteurs Andre Prinsloo et Ruhan Janse van Vuuren, c'est la plus grande statue au monde de Nelson Mandela.

## Descriptif
De neuf mètres de haut pour 4,5 tonnes de bronze, la statue représente Nelson Mandela souriant, en chemise, les bras ouverts, semblant accueillir la foule dans une pose rappelant la statue du Christ-rédempteur de Rio de Janeiro.

## Localisation
La statue est située en contrebas de l'esplanade situé devant les Union Buildings à Pretoria.

## Historique
La sculpture a coûté 8 millions de rands (800 000 dollars, 564 000 euros). Elle a été érigée à la place de la statue de James Barry Hertzog qui a été déplacée à un autre endroit du jardin des Union Buildings.
Commandée en juin 2013 par le National Heritage Council, approuvée notamment par Paul Mashatile, le ministre des arts et de la culture et par Dali Tambo, le fils d'Oliver Tambo, la statue a été inaugurée le 16 décembre 2013 par le président Jacob Zuma, en présence de l'ancien président Thabo Mbeki, quelques jours après les funérailles de Nelson Mandela,. 
Son inauguration a coïncidé avec le centième anniversaire de l'inauguration des Union Buildings et avec la célébration du jour de la réconciliation.